# 莉亞·金 (編舞家)
莉亞·金（： Lia Kim，1984年5月24日—），本名金惠朗（音譯，： Kim Hye-rang），是韓國舞者、編舞家和100萬舞蹈工作室的聯合創始人。

## 簡歷
- 2003年-2006年 編舞團隊 Winners[3]
- 2006年成立Insainbrain
- 2012年成立Brain Dance Studio
- 2014年成立100萬舞蹈工作室

## 生平
1984年5月24日出生於京畿道安養市。
莉亞·金受到邁克爾·傑克遜的影片啟發而開始學跳舞，並在SM娛樂、YG娛樂、JYP娛樂和Kakao娛樂擔任編舞和培訓師。從李孝利主演的《Any Club》廣告影片中的編舞開始，作品包括TWICE的〈TT〉、I.O.I的〈Very Very Very〉、MAMAMOO的〈HIP〉、〈Dingga〉、〈ILLELLA〉、〈AYA〉、華莎的〈I’m a B〉、〈Maria〉、宣美的〈24小時也不夠〉、〈滿月〉、〈Gashina 〉。
現任1MILLION DANCE STUDIO的首席編舞。
從poppin bass開始，學習和掌握現代舞、嘻哈、流行音樂、搖滾、舞蹈等各種流派，將自己從現有流派的框架中解放出來，進行融合和混音。
2011年，法國舞蹈攝影團體YouTube上的YAKfilms頻道在中國舞蹈比賽中為她拍攝的YouTube影片點擊量達到20萬，此後莉亞·金便開始經營YouTube頻道。
2022年，莉亞·金在節目訪談中自曝患有亞斯伯格症候群。

## 影視作品

### 綜藝節目
| 年份   | 電視台 | 節目                      | 備註     |
| ------ | ------ | ------------------------- | -------- |
| 2011年 | MBC    | 《明星試鏡：偉大的誕生2》 | 參賽者   |
| 2018年 | KBS2   | 《Dancing High》          | 導師     |
| 2021年 | tvN    | 《媽媽是偶像》            | 編舞家   |
| 2022年 | JTBC   | 《SHOWDOWN》              | 特別裁判 |
| 2022年 | JTBC   | 《Fly to the Dance》      | 固定成員 |
| 2023年 | Mnet   | 《Street Woman Fighter2》 | 參賽隊長 |

### 電視劇
| 年份   | 電視台 | 節目               | 備註           |
| ------ | ------ | ------------------ | -------------- |
| 2021年 | JTBC   | 《IDOL：The Coup》 | 特別出演(12集) |

## 廣告代言
- 三星Galaxy S8 [12]

## 外部連結
- 莉亞·金的Facebook專頁
- 莉亞·金的Instagram帳戶
- 莉亞·金的X（前Twitter）
- YouTube上的Lia Kim頻道
- YouTube上的1MILLION Dance Studio頻道